# Hot Singles Sales
Hot 100 Singles Sales (более известный как Singles Sales) — еженедельный, публикуемый американским журналом Billboard, хит-парад, который является одной из трёх, совместно с Hot 100 Airplay и Hot Digital Songs, составляющих главного чарта США — Billboard Hot 100. Довольно часто песни занявшие первое место в чарте Hot 100 Singles Sales не появляются в Hot 100.
С введением хит-парада Pop 100, чарт Hot 100 Singles Sales начали использовать для подсчета статистики как для Hot 100, так и для Pop 100 — таким образом, небольшое изменение в названии (Singles Sales) показывает, что статистика продаж синглов используется для двух главных чартов. Однако, название всё ещё находится в переходном моменте, так как не было никаких официальных подтверждений о постоянстве последних изменений.
Элтон Джон является рекордсменом по продажам сингла за неделю, с 5 октября по 11 октября 1997 года было продано 1,5 миллиона копий сингла «Candle in the Wind 1997/Something about the Way You Look Tonight».
Инди группа Bright Eyes — последняя музыкальная группа, которой удалось одновременно занять первые две строчки чарта в 2004 году с песней «Lua» с альбома «I'm Wide Awake, It's Morning» и с композицией «Take It Easy (Love Nothing)» с альбома «Digital Ash in a Digital Urn».